# Daniel Scheil
Daniel Scheil (* 13. Januar 1973 in Freiberg) ist ein deutscher Behindertensportler.

## Werdegang
Daniel Scheil hat Spastischer Tetraparese und Myopathie. Im BSV Weiden betreibt er Leichtathletik in den Disziplinen Kugelstoßen, Diskuswurf und Speerwurf.
Er ist Mitglied der deutschen Behindertensportnationalmannschaft, sein erster internationaler Wettkampf waren die Europameisterschaften 2014, bei denen er im Diskuswurf und im Speerwurf je eine Goldmedaille und zusätzlich eine Bronzemedaille im Kugelstoßen gewann. Auch bei den Europameisterschaften 2016 war er erfolgreich: Er gewann im Diskuswurf und im Kugelstoßen je eine Silbermedaille.
Nach diesen Erfolgen wurde er auch bei den Weltmeisterschaften 2015 und 2017 eingesetzt. Auch hier war er unter den Medaillengewinnern: 2015 gewann er eine Bronzemedaille im Kugelstoßen und wurde Neunter im Diskuswurf; 2017 gewann er den Wettbewerb in Kugelstoßen.
Einen Höhepunkt seiner sportlichen Erfolge erreichte er bei den Paralympischen Sommerspielen 2016 mit dem Gewinn der Goldmedaille im Kugelstoßen in seiner Leistungsgruppe.
Für den Gewinn der Goldmedaille im Kugelstoßen bei den Paralympischen Sommerspielen 2016 wurde er am 1. November 2016 von Bundespräsident Joachim Gauck mit dem Silbernen Lorbeerblatt ausgezeichnet.